# Manuel Lezaeta Acharán
Manuel Lezaeta Acharán (Santiago, 17 de junho de 1881 — 24 de setembro de 1959) foi um médico naturista, advogado e escritor chileno.
É um dos maiores pioneiros da medicina natural, criador da Doutrina térmica que revolucionou a medicina naturista. Foi discípulo do padre Tadeo Wiesent. Sua vida foi marcada pela luta incansável com o sistema sanitário oficial (convencional) e pela divulgação de sua doutrina de saúde no Chile e no exterior.

## Obra
Seu livro mais importante, "A Medicina Natural ao Alcance de Todos" (La Medicina Natural al Alcance de Todos), se transformou em um clássico da escola naturista, de circulação mundial. Em 1989 foi confirmado o livro de medicina naturista mais lido na América Latina, com 13 edições esgotadas no Chile, 13 na Argentina, 35 no México, 6 na Espanha e 5 em Portugal e no Brasil.
Está disponível, também, na Itália, Inglaterra, Estados Unidos e Alemanha. Desde 1989 já foram publicadas 148 edições em todo o mundo.
Entres suas outras publicações se destacam "A Íris de seus olhos revela sua saúde" (El Iris de tus ojos revela tu salud); também outros escritores publicaram obras referentes a Lezaeta, como "A Cozinha de Lezaeta" (La Cocina de Lezaeta), de Irma Hernández de Montiel e "A Medicina Natural de Lezaeta Passo-a-passo" (La Medicina Natural de Lezaeta Paso a Paso) de José Bueno de la Rivera.